# La Saison des Rhinocéros
Pour plus de détails, voir Fiche technique et Distribution.
La Saison des Rhinocéros (kurde: وەرزی کەرگەدەن, perse: فصل کرگدن, Fasle kargadan) est un film iranien réalisé par Bahman Ghobadi, sorti en 2012.

## Synopsis
Sahel, un poète kurde vient de sortir de prison après 35 ans. Il tente de retrouver sa femme qui le croit mort.

## Fiche technique
- Titre français : La Saison des Rhinocéros[1]
- Titre original kurde : وەرزی کەرگەدەن
- Titre original perse : فصل کرگدن, Fasle kargadan
- Réalisation : Bahman Ghobadi
- Scénario : Bahman Ghobadi
- Pays d'origine : Iran
- Format : Couleurs - 35 mm
- Genre : drame
- Durée : 88 minutes
- Date de sortie : 2012

## Distribution
- Behrouz Vossoughi : Sahel
- Monica Bellucci : Mina
- Yilmaz Erdogan : Akbar Rezai
- Arash Labaf : le fils
- Beren Saat : la fille